# Emiel Van Bergen
Emiel Van Bergen (Hoogstraten, 3 april 1885 - overlijdensdatum onbekend) was een Belgisch Vlaams-nationalist en activist.

## Levensloop
Van Bergen studeerde aan het Lemmensinstituut in Mechelen en werd onderwijzer en organist in Brussel en in Breda. Hij publiceerde artikels over componisten en over culturele onderwerpen.
Toen de Duitsers in 1914 België bezetten, was Van Bergen onmiddellijk gewonnen voor een onafhankelijk Vlaanderen, wat hij dacht met Duitse steun te kunnen realiseren.
Samen met zijn vriend Jozef Haller von Ziegesar stichtte hij al in november 1914 de Gazet van Brussel. Het werd een activistisch propagandablad dat gefinancierd werd door de bezetter. De beide oprichters waren er hoofdredacteur van.
Van Bergen behoorde tot de activisten in Brussel die regelmatige contacten onderhielden met de bezetter. Hij werd bestuurslid van de Vereeniging van Vrienden der Vlaamsche Zaak. Zijn opvattingen radicaliseerden, hij sloot zich aan bij Jong-Vlaanderen en werd een leidende figuur onder de separatisten binnen de Brusselse groep van activisten.
Hij werd ook lid van de eerste Raad van Vlaanderen en speelde er een actieve rol. Na de Duitse nederlaag bleef hij in België en werd in 1920 door het assisenhof van Brabant veroordeeld tot 15 jaar hechtenis.
Na zijn vrijlating was hij verder actief in Vlaamsgezinde groepen en in muzikale kringen. 
Tijdens de Tweede Wereldoorlog schreef hij artikels in Volk en Staat en in Volk en Cultuur, waarin hij de Germaanse cultuur propageerde.

## Publicaties
- Oorlogsnovellen, vertaling van Duitse novellen door Detlev von Liliencron, Davidsfonds, drukkerij Carbonez-Houdmont Brugge, 1912.
- Kunst en Cultuur, 2 delen, 1941.